# حبيب السلاماني
حبيب بن عمرو السلاماني القضاعي وقيل حبيب بن فديك بن عمرو السلاماني: صحابي من زعماء قضاعة، وقد جاء في الطبقات الكبرى: «ومن بني سلامان بن سعد بن زيد بن ليث بن سود بن أسلم: حبيب بن عمرو السلاماني».وفد على النبي ﷺ في شوال السنة العاشرة، قال الواقدي:«وفي سنة عشر قدم وَفْدُ سلامان على رسولِ الله صلّى الله عليه وآله وسلّم في شوّال، وهم سبعة نفَر، رأَسهم حبيب السّلاماني».وقال البخاري: «حبيب بْن فديك رأى النَّبِيّ صَلَّى اللَّهُ عَلَيْهِ وَسَلَّمَ، مرسل».

## سيرته وحياته

### منازله

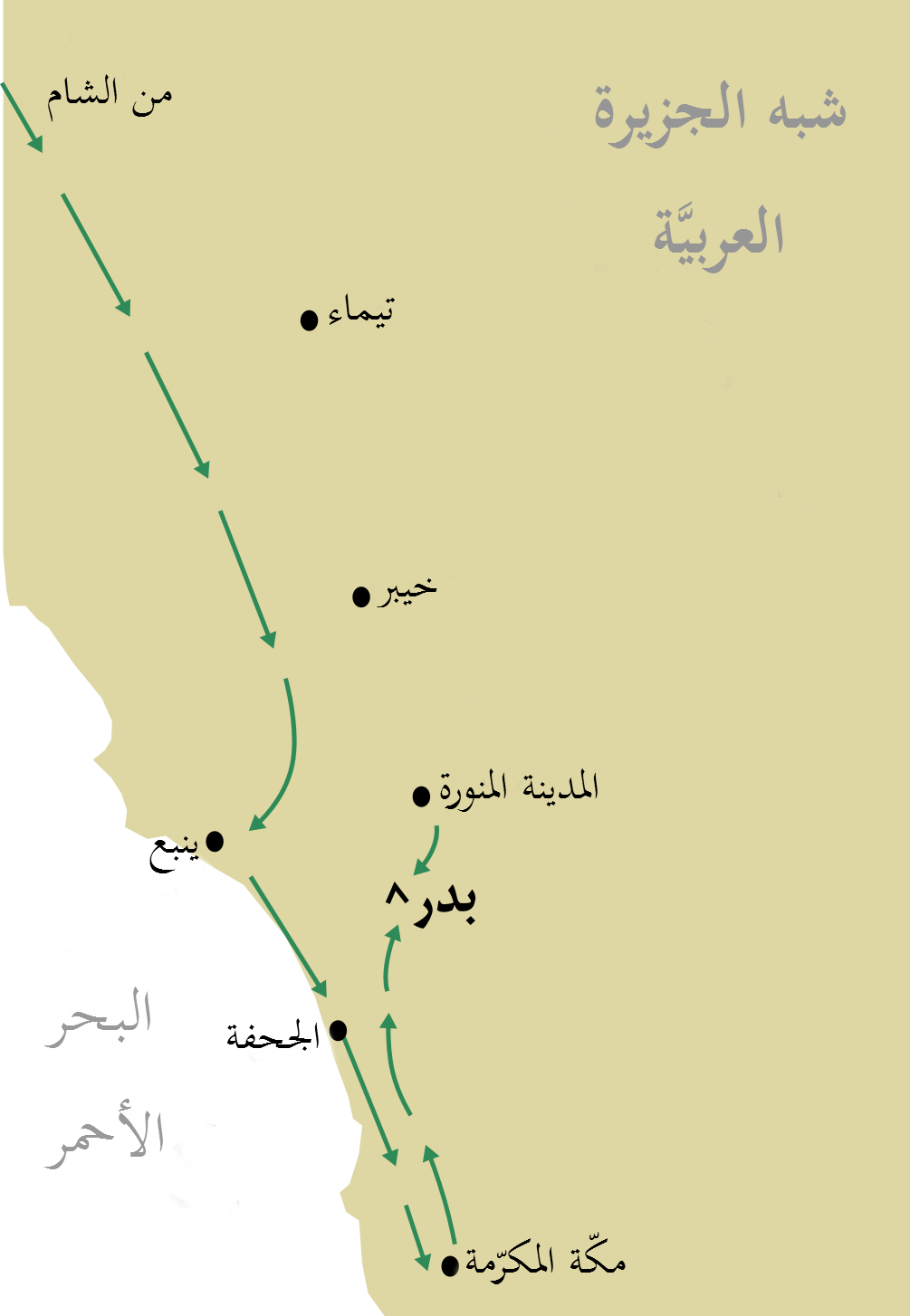
الجناب إلى الجنوب من تيماء على مسافة 40 كيلو ، وهي على طريق القوافل المتجه إلى المدينة المنورة.

وهو من أهل الجناب من بلاد قضاعة، وهو موضع شهير لا زال يحفظ اسمه بين تيماء والجديد،وفي ذلك قال ابن الأثير: «حبيب بْن عمرو السلاماني من قضاعة وقيل حبيب بْن فديك بْن عمرو السلاماني وكان يسكن الجناب».وجاء في معجم ما استعجم: «سلاح  لبني عذرة ثم تسير ثلاث ليال في الجناب، ثم تنزل تيماء وهي لطيئ. وكان حمل بن مالك بن النابغة يسكن الجناب، وبينه وبين تيماء حصن الأبلق الفرد...وكان حبيب بن عمرو السلاماني، ورويفع بن ثابت البلوي، وأبو خزامة العذري يسكنون الجناب، وهي أرض عذرة وبلي».
ويبدوا أن بني سلامان بن سعد القضاعيون كانوا بادية لا يستقرون في موضع وإنما يتنقلون في بلاد أخوتهم عذرة وبلي، فقد روى حبيب السلاماني قائلاً: «فلما رآنى - الرسول - قال: يا أخا سلامان، قلت: لبيك، قال: كيف البلاد عندكم؟ قلت: أى رسول الله، مجدبة، وما لنا خير من البلاد، فادع الله أن يسقينا في بلادنا، فنقر في أوطاننا ولا نسير إلى بلاد غيرنا، فإن النجع تفرق الجميع وتشتت الديار». وكان حبيبًا إذا أجدبت نزل مورد جفار المعظم التي قامت عليه قلعة المعظم الشهيرة، قال ابن حبان: «حبيب بْن عَمْرو السلاماني من قضاعة لَهُ صُحْبَة كَانَ ينزل الجفار أَرض عذرة وبلي من الْبَادِيَة».والجفار - جفار المعظم - هي إلى الشمال الغربي من جناب على مسافة 100 كيلو تقريبًا، والموضعين الجفار والجناب تتبع اليوم إدرايًا منطقة تبوك، ولا زالت تحتفظ باسمائها.

### النسب
- أجمع النسابة والرواة أن حبيب بن عمرو السلاماني من بني سلامان بن سعد بن زيد بن أسلم بن الحاف بن قضاعة،[13]وفي ذلك قال محمد بن سعد البغدادي:«ومن بني سلامان بن سعد بن زيد بن ليث بن سود بن أسلم: حبيب بن عمرو السلاماني».[14]واختلقوا في أسمه واضطربوا فقيل هو حبيب. وقيل: فديك، وصحفه البعض فويك.[15] وقيل: إنما فديك هو لقبًا لحبيب. والبعض ذهب إلى أبعد من ذلك وقال فديك هو أبًا لحبيب السلاماني والأثنين لهم صحبة.[16][17]

### إسلامه
روى الواقدي قائلاً: «حدثني محمد بن يحيى بن سهل بن أبي حثمة قال: «وجدت في كتب أبي أن حبيب بن عمرو السلاماني كان يحدث قال:قدمنا وفد سلامان على رسول الله ﷺ ونحن سبعة نفر فانتهينا إلى باب المسجد فصادفنا رسول الله ﷺ  خارجا منه إلى جنازة دعي إليها فلما رأيناه قلنا يا رسول الله السلام عليك فقال رسول الله ﷺ  وعليكم السلام من أنتم قلنا نحن قوم من سلامان قدمنا عليك لنبايعك على الإسلام ونحن على من وراءنا من قومنا فالتفت إلى ثوبان غلامه فقال أنزل هؤلاء حيث ينزل الوفد فخرج بنا ثوبان حتى انتهى بنا إلى دار واسعة فيها نخل وفيها وفود من العرب وإذا هي دار رملة بنت الحارث النجارية فلما سمعنا أذان الظهر خرجنا إلى الصلاة فقمنا على باب رسول الله ﷺ  حتى خرج إلى المسجد فصلى بالناس وهو يتصفحنا ودخل بيته فلم يلبث أن خرج فجلس في المسجد بين المنبر وبين بيته وجلست عليه أصحابه عن يمينه وعن شماله فرأيت رجلا هو أقرب القوم منه يكثر ما يلتفت إليه ويحدثه فسألت عنه فقيل أبو بكر بن أبي قحافة وجئنا فجلسنا تجاه وجهه وجعل الوفد يسألونه عن شرائع الإسلام فلم يكد سائلهم يقطع حتى خشيت أن يقوم رسول الله ﷺ فقلت إنا نريد ما تريد فتبسم رسول الله {صلى الله عليه وسلم} وأسكت السائل فقلت أي رسول الله ما أفضل الأعمال قال الصلاة في وقتها ثم ذكر حديثا طويلا. قال ثم جاء بلال فأقام الصلاة فقام رسول الله {ﷺ  فصلى بالناس العصر فكانت صلاة العصر أخف في القيام من الظهر ثم دخل بيته فلم ينشب أن خرج فجلس في مجلسه الأول وجلس معه أصحابه وجئنا فجلسنا فلما رآني قال يا أخا سلامان قلت لبيك قال كيف البلاد عندكم قلت أي رسول الله مجدبة وما لنا خبر من البلاد فادع الله أن يسقينا في بلادنا فنقر في أوطاننا ولا نسير إلى بلاد غيرنا فإن النجع تفرق الجميع وتشتت الديار فقال رسول اللهﷺ بيده اللهم اسقهم الغيث في ديارهم فقلت يا رسول الله ارفع يديك فإنه أكثر وأطيب فتبسم رسول الله ﷺ  ورفع يديه حتى رأيت بياض إبطيه ثم قام وقمنا عنه فأقمنا ثلاثا وضيافته تجري علينا ثم ودعناه وأمر لنا بجوائز فأعطينا خمس أواقي لكل رجل منا واعتذر إلينا بلال وقال ليس عندنا مال اليوم فقلنا ما أكثر هذا وأطيبه ثم رحلنا إلى بلادنا فوجدناها قد مطرت في اليوم الذي دعا فيه رسول اللهﷺ  في تلك الساعة».
وجاء في مصنف ابن أبي شيبة: «حدثنا محمد بن بشر قال ثنا عبد العزيز بن عمر قال حدثني رجل من بني سلامان بن سعد عن أمه أن خالها حبيب بن أبي فديك حدثها أن أباه خرج به إلى رسول الله صلى الله عليه وسلم وعيناه مبيضتان لا يبصر بهما شيئا ، فسأله: ما أصابه قال : كنت أمرن جملا لي فوقعت رجلي على بيض حية فأصيب بصري فنفث رسول الله صلى الله عليه وسلم في عينيه فأبصر ، قال : فرأيته يدخل الخيط في الإبرة وإنه لابن ثمانين سنة وإن عينيه لمبيضتان».